# Cantonul Accous
Cantonul Accous este un canton din arondismentul Oloron-Sainte-Marie, departamentul Pyrénées-Atlantiques, regiunea Aquitania, Franța.

## Comune
- Accous (reședință)
- Aydius
- Bedous
- Borce
- Cette-Eygun
- Escot
- Etsaut
- Lées-Athas
- Lescun
- Lourdios-Ichère
- Osse-en-Aspe
- Sarrance
- Urdos